# Drujba, Iakîmivka
Drujba (în ucraineană Дружба) este un sat în comuna Rozivka din raionul Iakîmivka, regiunea Zaporijjea, Ucraina.

## Demografie
Componența lingvistică a localității Drujba
     Rusă (73,4%)
     Ucraineană (24,47%)
     Belarusă (1,77%)
Conform recensământului din 2001, majoritatea populației localității Drujba era vorbitoare de rusă (73,4%), existând în minoritate și vorbitori de ucraineană (24,47%) și belarusă (1,77%).